# Skokie, Illinois
Skokie är en ort (village) i Cook County, i delstaten Illinois, USA. Enligt United States Census Bureau har orten en folkmängd på 65 066 invånare (2011) och en landarea på 26,1 km².